# パリ・オペラ座のすべて
『パリ・オペラ座のすべて』（La danse - Le ballet de l'Opéra de Paris）は、フレデリック・ワイズマン監督により、 パリ・オペラ座バレエ団を密着取材して製作されたドキュメンタリー映画である。84日間におよび、オペラ座バレエ団の日常を撮影し、エトワールほかダンサーたちの稽古や創作活動の様子、当時芸術監督を務めていたブリジット・ルフェーヴルのマネージメントなど、普段知ることができない内部を写し出している。

## あらすじ
主な登場シーンとしては、エトワールやダンサーたちの稽古風景、舞台のリハーサル、ゲネプロ、公演のレセプション、大口寄付者への特典について話合うスタッフ、経営陣からダンサーに年金についての説明、運営についてのミーティング、メーク風景、食堂のランチ風景、音響テスト、裏方の衣装の制作、屋上でミツバチの巣箱からハチミツを採取するスタッフなどの多岐にわたるシーンが盛り込まれている。特に稽古に関するシーンでは、メートル・ド・バレエとの様々なやりとり、また、役柄について芸術監督に直訴する場面などがあり、映画のメインとなっている。

## 主な登場人物

### エトワール
- エミリー・コゼット
- オーレリー・デュポン
- ドロテ・ジルベール
- マリ・アニエス・ジロ
- アニエス・ルテステュ
- デルフィーヌ・ムッサン
- クレールマリ・オスタ
- レティシア・プジョル
- カデル・ベラルビ
- マチュー・ガニオ
- ジェレミー・ベランガール
- マニュエル・ルグリ
- ニコラ・ル・リッシュ
- エルヴェ・モロー
- ウィルフリード・ロモリ
- バンジャマン・ペッシュ
- ジョゼ・マルティネス

### メートル・ド・バレエ、他
- ブリジッド・ルフェーブル（オペラ座バレエ団芸術監督）
- ローラン・イレール（メートル・ド・バレエ）
- エマニュエル・ガット（メートル・ド・バレエ）
- ウェイン・マクレガー（メートル・ド・バレエ）
- アンジュラン・プレルジョカージュ（メートル・ド・バレエ）
- マッツ・エック（メートル・ド・バレエ）
- ピエール・ラコット（振付家）

## 映画に登場する主な作品
- 『ベルナルダの家』（La maison de Bernarda ）マッツ・エック
- 『ジェニュス』（Genus ）ウェイン・マクレガー
- 『パキータ』（Paquita） ピエール・ラコット
- 『ロミオとジュリエット』（Roméo et Juliette ）サシャ・ヴァルツ
- 『メディアの夢』（Le songe de Médée ）アンジュラン・プレルジョカージュ
- 『くるみ割り人形』（The Nutcracker ）ルドルフ・ヌレエフ
- 『オルフェオとエウリディーチェ』（Orpheus und Eurydike ） ピナ・バウシュ